# Joachim Friedenthal
Joachim Friedenthal (* 30. März 1887 in Labischin; † 15. Januar 1938 in Rom) war ein deutscher Journalist.

## Werdegang
Er besuchte das Kgl. Friedrich-Wilhelms Gymnasium in Posen, anschließend bis zum Abitur 1907 das König Wilhelm-Gymnasium in Magdeburg, studierte Philosophie, Literaturwissenschaft, Staatswissenschaft sowie Rechtswissenschaft in Berlin und Heidelberg.
1911 wurde er mit Beiträgen zu einem Preßverwaltungsstrafrecht zum Doktor der Rechte promoviert.
1912 war er Theaterkorrespondent in Paris und ab 1912 Korrespondent des Berliner Tageblatt in München.
Am 26. August 1914 wurde in der Presse des Deutschen Reichs ein bellizistischer Essay von Gerhart Hauptmann veröffentlicht.
Am 27. August 1914, dem Tag nach dem Erscheinen von Hauptmanns Essay verzeichnet Wedekinds Agenda ein Treffen mit dem befreundeten Joachim Friedenthal, dem Münchner Korrespondenten des Berliner Tageblatts im „H[of]T[heater]R[estaurant]“.
Wedekind produzierte in der Folge Kriegspropaganda.
Anlässlich der Beerdigung von Frank Wedekind führte Joachim Friedenthal Unsichtbares Theater auf.
Heinrich Mann hatte Einblick in sein Vortragsskript: Da stand, gesperrt in Parenthesen gehalten: »Tränen ersticken meine Stimme . . .« Und »Tränen ersticken meine Stimme ...«
Ab 1924 leitete Friedenthal seinen Verlag in München. Von 1926 bis 1933 war er Rom-Korrespondent des Berliner Tageblatt und anderer deutschsprachiger Zeitungen.

## Werke
- Maskerade der Seele Tragikomödie 1911;[7]
- Die Genossenschaft satyrische Komödie in 3 Akten 1911, aufgeführt im Residenz-Theater Stuttgart;
- Die Abenteuer der Seele, Komödie in 3 Akten, 1911,
- Das Wedekind-Buch (Hg.) 1914;
- Heinrich Mann, 1914;
- Frank Wedekind, Bd. 1–9, Herausgeber mit  Artur Kutscher, 1924.
- Clarissas halbes Herz, Drama[8]